# Eva García Sáenz
Eva García Sáenz de Urturi  (* 1972 in Vitoria-Gasteiz im Baskenland) ist eine spanische Schriftstellerin.

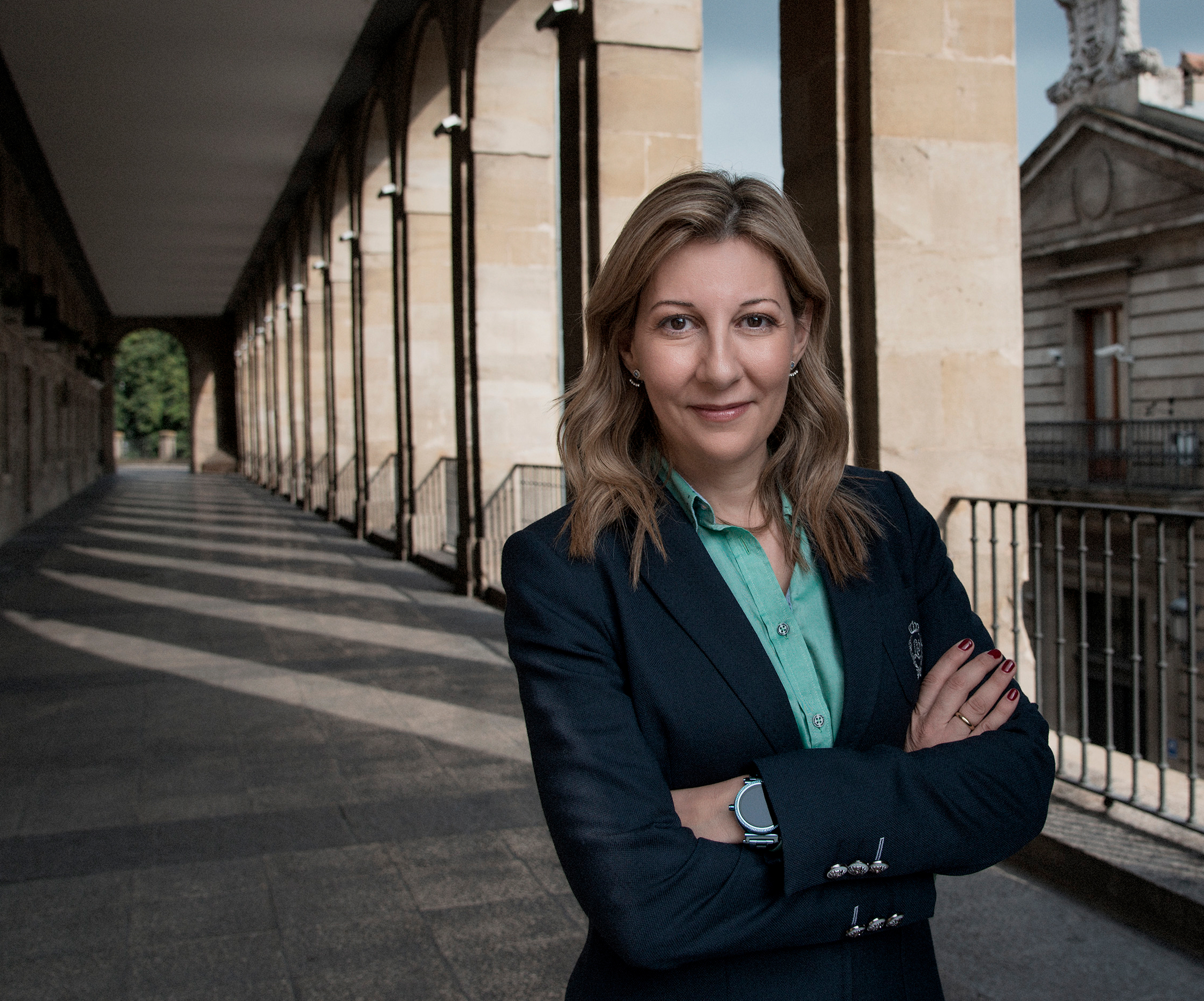
Eva García Sáenz de Urturi

## Leben
Im Alter von 15 Jahren zog Garcia Sáenz von Vitoria nach Alicante, wo sie auch heute lebt. Im Anschluss an die Schule machte sie eine Ausbildung als Augenoptikerin. Danach arbeitete sie in ihrem erlernten Beruf an der Universität Alicante.

## Schriftstellerische Tätigkeit
Ihr Interesse am Schreiben entstand im Laufe ihrer beruflichen Tätigkeit. Sie verbrachte viele Abende mit Recherchen und mit dem Niederschreiben von Texten. Rund drei Jahre arbeitete sie an ihrem Erstlingswerk, das 2012 veröffentlicht wurde: „La saga de los longevos: La vieja familia“ (übersetzt : Die Sage der Langlebenden: die alte Familie). Der Roman war in Spanien ein großer Erfolg.
Im Jahr 2014 erschien die Fortsetzungsgeschichte von La vieja familia: „Los hijos de Adán“ (deutsch: die Kinder von Adam). Außerdem veröffentlichte sie im selben Jahr: „Pasaje a Tahití“ (deutsch: Passage nach Tahiti). Beide Bücher verkauften sich erfolgreich.
2016 erschien der erste Teil eines dreibändigen Romans: „El silencio de la ciudad blanca“ (deutsch: Das Schweigen der weißen Stadt). Ein Kriminalroman, der in ihrer Heimatstadt Vitoria spielt. Zur Vorbereitung belegte sie Kurse auf einer Polizeiakademie über Augeninspektion und über die Auswertung von Fingerabdrücken. Von der Trilogie wurden über eine Million Exemplare in Spanien verkauft. Die drei Bände sind in mehrere Sprachen übersetzt, es gibt auch eine deutsche Fassung.
Auf der Grundlage der Trilogie „El silencio de la ciudad blanca“ wurde 2019 ein Kinofilm in spanischer Sprache gedreht, der auch bei Netflix erhältlich ist.

## Werke
- La saga de los longevos I: La vieja familia (2012)
- La saga de los longevos II: Los hijos de Adán (2014)
- Pasaje a Tahití (2014)
- Trilogía de la Ciudad Blanca I: El silencio de la ciudad blanca (2016), deutsch: „Die Stille des Todes“ ISBN 978-3-651-02588-2.
- Trilogía de la Ciudad Blanca II:  Los ritos del agua (2017), deutsch: „Das Ritual des Wassers“ ISBN 978-3-651-02584-4.
- Trilogía de la Ciudad Blanca III:  Los señores del tiempo (2018), deutsch: „Die Herren der Zeit“ ISBN 978-3-651-02585-1.
- Aquitania (2020), deutsch: „Aquitania - Das Blut der Könige“ ISBN 978-3-596-70687-7.

## Ehrungen und Auszeichnungen (Auswahl)
- 2020: Planeta-Preis für ihren historischen Roman Aquitania (mit 601.000 Euro dotiert)[6]